# 轒轀車
轒轀車，又稱木牛車、尖頭木驢、鉤撞車，是古中國時的攻城武器，是在車上裝如房屋的掩體，尖頂以减少炮石的破坏力，外蒙生牛皮，車底挖空，用以運送士兵安抵城下、挖掘洞道，或進行其他攻堅作業。

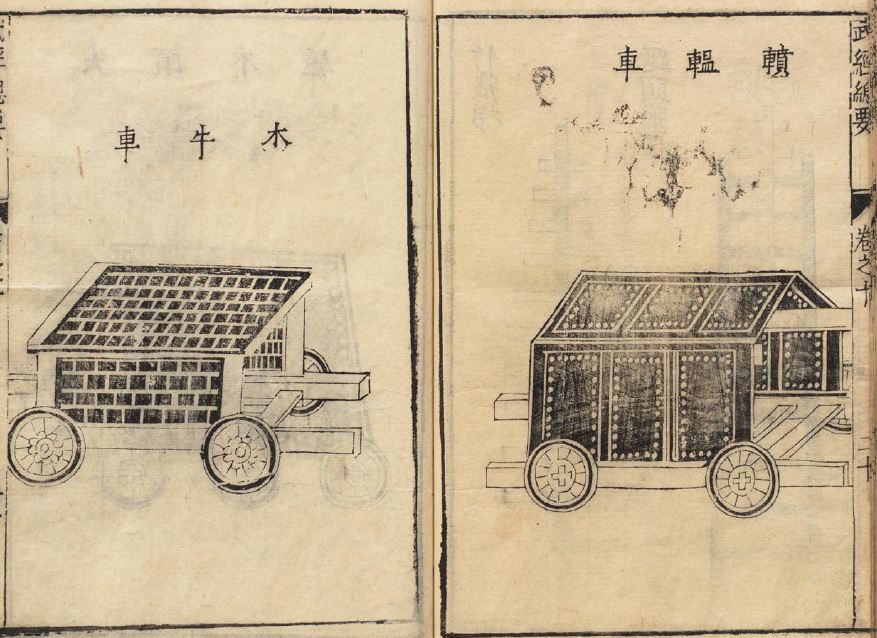
《武经总要》中的轒辒车、木牛车

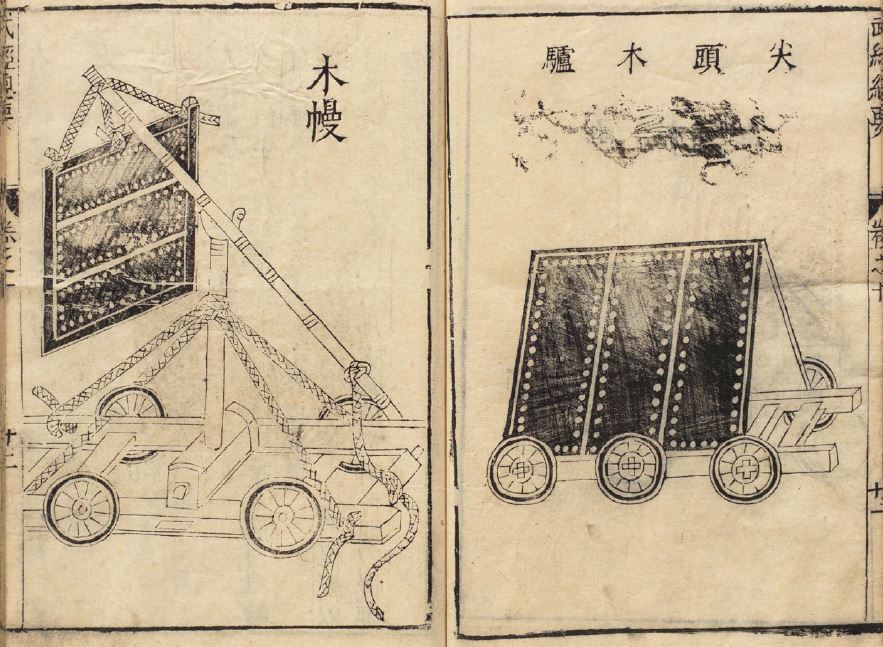
《武经总要》中的尖头木驴

《武经总要》中的钩撞车

古籍中記載甚多。由於使用環境不同，結構大同小異。有的裝有刀槍；有的置屏幔；有的裝絞車，便於和後方聯繫，以運送物品等。
《宋書》記載在南北朝時有轒轀車名為大蛤蟆車，車中可容納三百人 。